# Taghzout (Marocco)
Taghzout  (in arabo تاغزوت‎?) è un centro abitato e comune rurale del Marocco situato nella provincia di Al-Hoseyma, regione di Tangeri-Tetouan-Al Hoceima. Conta una popolazione di 5 132 abitanti (censimento 2014).